# Beth Herr
Pour les articles homonymes, voir Herr.
Beth Herr (née le 28 mai 1964) est une joueuse de tennis américaine, professionnelle dans les années 1980.
Junior, elle a réalisé en 1982 le petit Chelem en double filles, concluant la saison championne du monde junior de la spécialité.
À trois reprises, chez les seniors, elle a atteint le 3e tour dans les tournois du Grand Chelem en simple, ses meilleures performances dans les Majeurs.
Au cours de sa carrière, Beth Herr a remporté six tournois WTA, dont cinq en double dames.

## Palmarès

### Titre en simple dames
| No | Date       | Nom et lieu du tournoi             | Catégorie | Dotation | Surface    | Finaliste       | Score         |          |
| -- | ---------- | ---------------------------------- | --------- | -------- | ---------- | --------------- | ------------- | -------- |
| 1  | 24-03-1986 | Virginia Slims of Arizona, Phoenix |           | 75 000 $ | Dur (int.) | Ann Henricksson | 6-0, 3-6, 7-5 | Parcours |

### Finales en simple dames
| No | Date       | Nom et lieu du tournoi         | Catégorie   | Dotation | Surface         | Vainqueure         | Score    |          |
| -- | ---------- | ------------------------------ | ----------- | -------- | --------------- | ------------------ | -------- | -------- |
| 1  | 09-01-1984 | Ginny of Pennsylvania, Hershey | VS Tour C1+ | 50 000 $ | Moquette (int.) | Catarina Lindqvist | 6-4, 6-0 | Parcours |
| 2  | 01-10-1984 | Borden Classic, Tokyo          | VS Tour C1  | 50 000 $ | Dur (ext.)      | Etsuko Inoue       | 6-0, 6-0 | Parcours |
| 3  | 22-09-1986 | Virginia Slims of Tulsa, Tulsa |             | 75 000 $ | Dur (ext.)      | Lori McNeil        | 6-0, 6-1 | Parcours |

### Titres en double dames
| No | Date       | Nom et lieu du tournoi                            | Catégorie | Dotation  | Surface    | Partenaire     | Finalistes                    | Score         |          |
| -- | ---------- | ------------------------------------------------- | --------- | --------- | ---------- | -------------- | ----------------------------- | ------------- | -------- |
| 1  | 21-07-1986 | North Face Open Berkeley                          |           | 50 000 $  | Dur (ext.) | Alycia Moulton | Amy Holton Elna Reinach       | 6-1, 6-2      | Parcours |
| 2  | 28-07-1986 | Virginia Slims of San Diego San Diego             |           | 75 000 $  | Dur (ext.) | Alycia Moulton | Elise Burgin Rosalyn Fairbank | 5-7, 6-2, 6-4 | Parcours |
| 3  | 09-03-1987 | Virginia Slims of Arizona Phoenix                 |           | 75 000 $  | Dur (ext.) | Penny Barg     | Mary Lou Piatek Anne White    | 2-6, 6-2, 7-6 | Parcours |
| 4  | 01-08-1988 | Pringles Light Classic Cincinnati                 | Tier III  | 250 000 $ | Dur (ext.) | Candy Reynolds | Lindsay Bartlett Helen Kelesi | 4-6, 7-6, 6-1 | Parcours |
| 5  | 03-10-1988 | Virginia Slims of New Orleans La Nouvelle-Orléans | Tier III  | 250 000 $ | Dur (ext.) | Candy Reynolds | Lori McNeil Betsy Nagelsen    | 6-4, 6-4      | Parcours |

### Finales en double dames
| No | Date       | Nom et lieu du tournoi                   | Catégorie | Dotation  | Surface         | Vainqueures                        | Partenaire      | Score         |          |
| -- | ---------- | ---------------------------------------- | --------- | --------- | --------------- | ---------------------------------- | --------------- | ------------- | -------- |
| 1  | 01-08-1983 | US Clay Court Championships Indianapolis |           | 200 000 $ | Terre (ext.)    | Kathleen Horvath Virginia Ruzici   | Gigi Fernández  | 4-6, 7-6, 6-2 | Parcours |
| 2  | 14-10-1985 | Japan Open Tokyo                         |           | 50 000 $  | Dur (ext.)      | Belinda Cordwell Julie Richardson  | Laura Arraya    | 6-4, 6-4      | Parcours |
| 3  | 03-11-1986 | Virginia Slims of Arkansas Little Rock   |           | 75 000 $  | Moquette (int.) | Svetlana Cherneva Larisa Savchenko | Iva Budařová    | 6-2, 1-6, 6-1 | Parcours |
| 4  | 12-09-1988 | Virginia Slims of Arizona Phoenix        | Tier V    | 100 000 $ | Dur (ext.)      | Elise Burgin Rosalyn Fairbank      | Terry Phelps    | 6-7, 7-6, 7-6 | Parcours |
| 5  | 10-04-1989 | DHL Open Singapour                       | Tier V    | 75 000 $  | Dur (ext.)      | Belinda Cordwell Elizabeth Smylie  | Ann Henricksson | 6-7, 6-2, 6-1 | Parcours |
| 6  | 17-04-1989 | Suntory Japan Open Tokyo                 | Tier V    | 100 000 $ | Dur (ext.)      | Jill Hetherington Elizabeth Smylie | Ann Henricksson | 6-1, 6-3      | Parcours |

## Parcours en Grand Chelem

### En simple dames
| Année | Open d'Australie (janvier) | Open d'Australie (janvier) | Internationaux de France | Internationaux de France | Wimbledon       | Wimbledon        | US Open         | US Open         | Open d'Australie (décembre) | Open d'Australie (décembre) |
| ----- | -------------------------- | -------------------------- | ------------------------ | ------------------------ | --------------- | ---------------- | --------------- | --------------- | --------------------------- | --------------------------- |
| 1981  | n/a                        | n/a                        | -                        | -                        | -               | -                | 1er tour (1/64) | Vicki Nelson    | -                           | -                           |
| 1982  | n/a                        | n/a                        | 3e tour (1/16)           | Zina Garrison            | -               | -                | 3e tour (1/16)  | Virginia Ruzici | -                           | -                           |
| 1983  | n/a                        | n/a                        | 2e tour (1/32)           | Andrea Temesvári         | 2e tour (1/32)  | Billie Jean King | 2e tour (1/32)  | Grace Kim       | 1er tour (1/32)             | Lori McNeil                 |
| 1984  | n/a                        | n/a                        | 1er tour (1/64)          | Isabelle Vernhes         | 1er tour (1/64) | Gretchen Rush    | -               | -               | 1er tour (1/32)             | Pascale Paradis             |
| 1985  | n/a                        | n/a                        | 2e tour (1/32)           | Tine Scheuer             | 1er tour (1/64) | Alycia Moulton   | 2e tour (1/32)  | Wendy Turnbull  | -                           | -                           |
| 1986  | n/a                        | n/a                        | 1er tour (1/64)          | Mercedes Paz             | 1er tour (1/64) | Patty Fendick    | 2e tour (1/32)  | Lisa Bonder     | n/a                         | n/a                         |
| 1987  | -                          | -                          | 1er tour (1/64)          | Gigi Fernández           | 3e tour (1/16)  | Pam Shriver      | 1er tour (1/64) | Kathrin Keil    | n/a                         | n/a                         |
| 1988  | -                          | -                          | 1er tour (1/64)          | Hellas Ter Riet          | 1er tour (1/64) | Ann Henricksson  | 2e tour (1/32)  | Judith Wiesner  | n/a                         | n/a                         |
| 1989  | 1er tour (1/64)            | Marianne Werdel            | 1er tour (1/64)          | Conchita Martínez        | 1er tour (1/64) | Claudia Porwik   | 2e tour (1/32)  | Tami Whitlinger | n/a                         | n/a                         |

À droite du résultat, l’ultime adversaire.

### En double dames
| Année | Open d'Australie (janvier) | Open d'Australie (janvier) | Internationaux de France     | Internationaux de France    | Wimbledon                      | Wimbledon                | US Open                     | US Open                    | Open d'Australie (décembre)  | Open d'Australie (décembre) |
| ----- | -------------------------- | -------------------------- | ---------------------------- | --------------------------- | ------------------------------ | ------------------------ | --------------------------- | -------------------------- | ---------------------------- | --------------------------- |
| 1981  | n/a                        | n/a                        | -                            | -                           | -                              | -                        | 2e tour (1/16) Lisa Bonder  | Kathy Jordan Anne Smith    | -                            | -                           |
| 1982  | n/a                        | n/a                        | 1er tour (1/32) B. Bramblett | H. Mandlíková Helena Suková | -                              | -                        | 1/4 de finale Penny Barg    | Navrátilová Pam Shriver    | -                            | -                           |
| 1983  | n/a                        | n/a                        | 1er tour (1/32) Anne White   | I. Madruga C. Tanvier       | 2e tour (1/16) A. M. Fernández | S. Cherneva L. Savchenko | 1er tour (1/32) Penny Barg  | Mima Jaušovec Kathy Jordan | 1er tour (1/16) G. Fernández | Kathy Jordan B. Potter      |
| 1984  | n/a                        | n/a                        | 1er tour (1/32) B. Gerken    | N. Herreman C. Suire        | 1er tour (1/32) P. Teeguarden  | Anne Hobbs W. Turnbull   | -                           | -                          | -                            | -                           |
| 1985  | n/a                        | n/a                        | 2e tour (1/16) Terry Phelps  | C. Suire Virginia Wade      | 1er tour (1/32) Kim Jones      | B. Nagelsen Anne White   | 2e tour (1/16) Terry Phelps | Anne Hobbs C. Jolissaint   | -                            | -                           |
| 1986  | n/a                        | n/a                        | 1er tour (1/32) Penny Barg   | M. Mesker P. Paradis        | 2e tour (1/16) Penny Barg      | G. Fernández Robin White | 1er tour (1/32) Penny Barg  | Iva Budařová M. Skuherská  | n/a                          | n/a                         |
| 1987  | -                          | -                          | 3e tour (1/8) Penny Barg     | Jenny Byrne Kathy Rinaldi   | 2e tour (1/16) A. Moulton      | B. Cordwell Anne Minter  | 1er tour (1/32) A. Moulton  | Kathy Jordan E. Smylie     | n/a                          | n/a                         |
| 1988  | -                          | -                          | 2e tour (1/16) Louise Allen  | C. Suire C. Tanvier         | 3e tour (1/8) K. Maleeva       | Steffi Graf G. Sabatini  | 2e tour (1/16) C. Bassett   | Penny Barg Elise Burgin    | n/a                          | n/a                         |
| 1989  | 3e tour (1/8) Henricksson  | Steffi Graf G. Sabatini    | 3e tour (1/8) C. Reynolds    | B. Schultz A. Temesvári     | 2e tour (1/16) C. Reynolds     | Elise Burgin R. Fairbank | 1er tour (1/32) C. Reynolds | C. Caverzasio N. Herreman  | n/a                          | n/a                         |
| 1990  | -                          | -                          | 1er tour (1/32) Penny Barg   | Terry Phelps S. Stafford    | 2e tour (1/16) Terry Phelps    | Elise Burgin R. Fairbank | -                           | -                          | n/a                          | n/a                         |

Sous le résultat, la partenaire ; à droite, l’ultime équipe adverse.

### En double mixte
| Année | Open d'Australie (janvier), | Open d'Australie (janvier), | Internationaux de France      | Internationaux de France    | Wimbledon                    | Wimbledon                  | US Open                     | US Open                   | Open d'Australie (décembre), | Open d'Australie (décembre), |
| ----- | --------------------------- | --------------------------- | ----------------------------- | --------------------------- | ---------------------------- | -------------------------- | --------------------------- | ------------------------- | ---------------------------- | ---------------------------- |
| 1982  | n/a                         | n/a                         | 1er tour (1/16) Loïc Courteau | B. Jordan Marty Davis       | -                            | -                          | 1er tour (1/16) Marty Davis | Sharon Walsh D. Ralston   | n/a                          | n/a                          |
| 1983  | n/a                         | n/a                         | 2e tour (1/16) Eric Amend     | C. Bassett Jimmy Arias      | 2e tour (1/16) David Graham  | Jo Durie Frew McMillan     | 1er tour (1/16) Greg Holmes | Kathy Jordan E. Teltscher | n/a                          | n/a                          |
| 1984  | n/a                         | n/a                         | -                             | -                           | 1er tour (1/32) David Graham | A. Gulley Roger Grant      | -                           | -                         | n/a                          | n/a                          |
| 1985  | n/a                         | n/a                         | 3e tour (1/8) Gary Donnelly   | Helena Suková Cyril Suk     | -                            | -                          | -                           | -                         | n/a                          | n/a                          |
| 1986  | n/a                         | n/a                         | 1/2 finale Jorge Lozano       | R. Fairbank M. Edmondson    | 3e tour (1/8) Jorge Lozano   | Jo Durie Jeremy Bates      | -                           | -                         | n/a                          | n/a                          |
| 1987  | -                           | -                           | -                             | -                           | 2e tour (1/16) Tim Pawsat    | Hetherington Ricardo Acuña | 1er tour (1/16) Tim Pawsat  | Kathy Jordan Ken Flach    | n/a                          | n/a                          |
| 1988  | -                           | -                           | 2e tour (1/16) Tim Pawsat     | B. Nagelsen Guy Forget      | 1/4 de finale Tim Pawsat     | E. Smylie J. Fitzgerald    | 1er tour (1/16) Tim Pawsat  | R. Fairbank T. Woodbridge | n/a                          | n/a                          |
| 1989  | 2e tour (1/8) Tim Pawsat    | Patty Fendick Rick Leach    | 3e tour (1/8) Tim Pawsat      | Nicole Provis Darren Cahill | 2e tour (1/16) Tim Pawsat    | Terry Phelps Neil Broad    | 1er tour (1/16) Tim Pawsat  | E. Smylie J. Fitzgerald   | n/a                          | n/a                          |
| 1990  | -                           | -                           | 3e tour (1/8) Tim Pawsat      | Tine Scheuer M. Mortensen   | 1er tour (1/32) Tim Pawsat   | Jo Durie Jeremy Bates      | -                           | -                         | n/a                          | n/a                          |

Sous le résultat, le partenaire ; à droite, l’ultime équipe adverse.

## Classements WTA en fin de saison

### En simple
| Année | 1983 | 1984 | 1985 | 1986 | 1987 | 1988 | 1989 | 1990 |
| Rang  | 43   | 39   | 85   | 52   | 126  | 97   | 132  | 364  |

Source : (en) « Classements de Beth Herr », sur le site officiel du WTA Tour

### En double
| Année | 1986 | 1987 | 1988 | 1989 | 1990 |
| Rang  | 40   | 49   | 27   | 64   | 262  |

Source : (en) « Classements de Beth Herr », sur le site officiel du WTA Tour